# Etheostoma kennicotti
Etheostoma kennicotti är en fiskart som först beskrevs av Putnam, 1863.  Etheostoma kennicotti ingår i släktet Etheostoma och familjen abborrfiskar. Inga underarter finns listade i Catalogue of Life.